# Skyship 600
Skyship 600 — дирижабль мягкой системы.
Разработан британской компанией Airship Industries. Skyship 600 совершил свой первый полет 6 марта 1984 года. Изготовлен из кевлара и композитных материалов. Большинство построенных дирижаблей Skyship 600 были использованы в рекламных целях. В состав оснащения входят бортовые камеры, которые позволяют производить круглосуточный мониторинг территорий. На летних Олимпийских играх 2004 года дирижабль Skyship 600 применялся для наблюдения.
Один из дирижаблей использовался Pink Floyd для рекламы тура The Division Bell в 1994 году в США. Корабль 27 июня был уничтожен грозой, его обломки были распроданы в качестве сувениров.

## ЛТХ
1. Длина: 66 м
2. Высота: 22 м
3. Объем: 7600 м ³
4. Крейсерская скорость: 40 миль / ч (64 км / ч)
5. Максимальная скорость: 65 миль / ч (105 км / ч)
6. Вес: 5500 кг при спущенном
7. Количество пассажиров: до двенадцать плюс капитан и второй пилот
8. 7000 футов
9. Максимальный диапазон: 400 миль
10. Двигатели: 2 × Porsche 930 двигателей (255 л.с.), турбо или: 2 × Lycoming IO-540 (300 л.с.)